# Megastigmus nigripropodeum
Megastigmus nigripropodeum är en stekelart som beskrevs av Girault 1934. Megastigmus nigripropodeum ingår i släktet Megastigmus och familjen gallglanssteklar. Inga underarter finns listade i Catalogue of Life.